# Samuel Haanpää
Samuel Hannes Haanpää, né le 27 septembre 1986 à Kerava (Finlande) est un joueur finlandais de basket-ball.

## Biographie
En France, Samuel Haanpää joue avec le club de Fos-sur-Mer en Nationale 1 avec lequel il fait une excellente saison qui permet au club de profiter des places non pourvues en Pro B pour y faire ses débuts en septembre 2009. Face à l'équipe de France le 8 août 2009, il marque 21 points (6/6 dont 5/5 à 3 points) pour l'équipe nationale finlandaise.